# Rottenacker
Rottenacker település Németországban, azon belül Baden-Württembergben. Lakosainak száma 2239 fő (2023. december 31.).

## Népesség
A település népessége az elmúlt években az alábbi módon változott:
| Lakosok száma | 1734 | 1800 | 1864 | 1808 | 1806 | 2017 | 2160 | 2192 | 2075 | 2239 |
|               | 1961 | 1967 | 1974 | 1980 | 1987 | 1993 | 2000 | 2006 | 2013 | 2023 |